# Антифриз

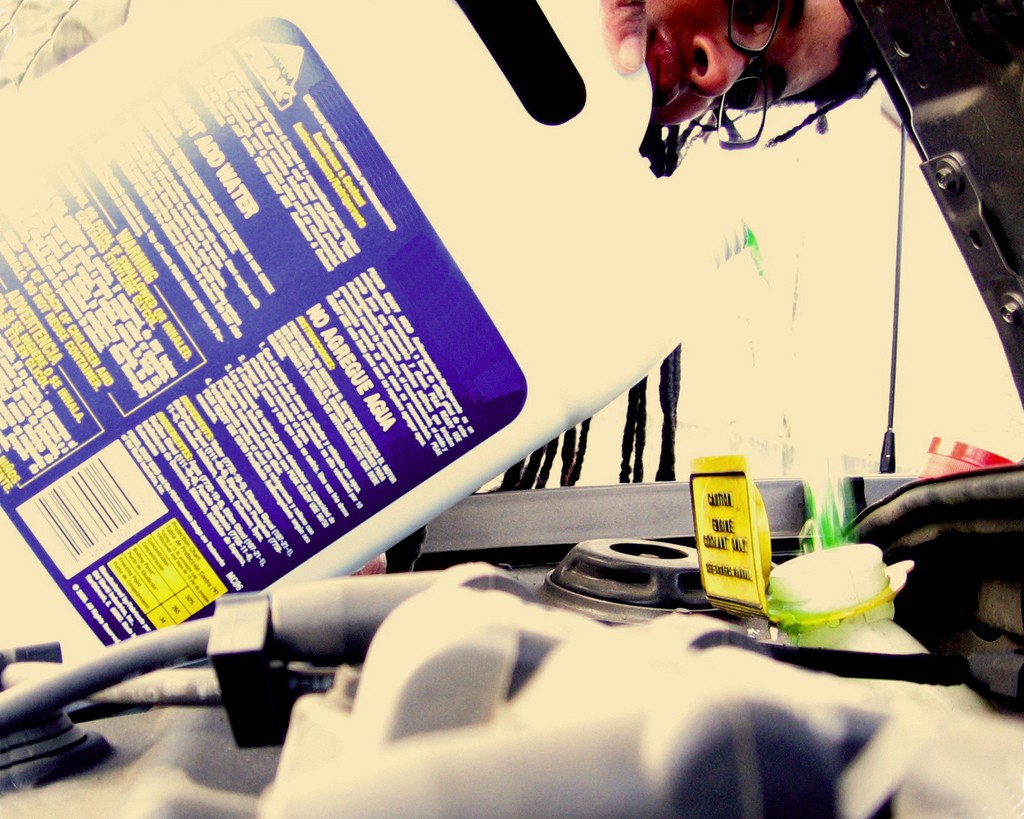
Заміна Антифризу

Антифри́з (рос. антифриз; англ. antifreeze, antifreezing agent, antifreezing solution; нім. Frostschutzmittel, Enteisungsflüssigkeit) — водні розчини деяких речовин (етиленгліколю, пропіленгліколю, гліцерину, неорганічних солей), що не замерзають при температурах нижчих 0 °C; застосовують в системах охолодження автомобілів при температурах навколишнього повітря від -75° до 0 °C. Застосовується як добавка до палив машин і механізмів в кліматичних зонах з низькими температурами.

## Отруєння антифризом

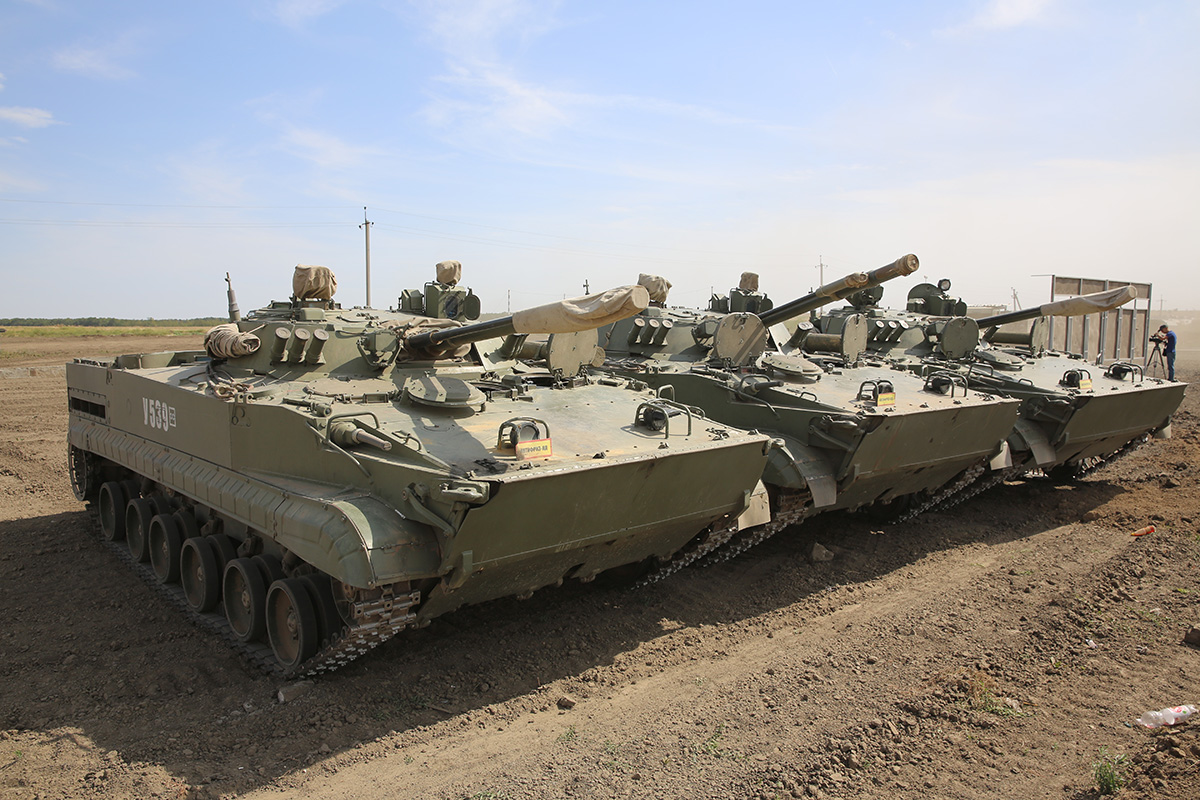
Табличка з надписом «Антифриз отрута» на БМП-3 ЗС РФ, попереджаюча військовослужбовців про небезпеку вживання антифризу

Отруєння антифризом настає при вживанні його всередину (помилково сприймаючи його за алкоголь). Смертельна доза становить 100 — 200 грам. Після вживання антифризу настає сп'яніння, яке супроводжується ейфорією (збудженням). Потім через нетривалий період (2 −6 години, інколи більше) цей стан змінюється депресією, сонливістю. Обличчя отруєного стає одутим, червоним. Зіниці розширені або звужені, реакція на світло млява чи взагалі відсутня. Пульс — напружений, незадовго до смерті частішає, ледь вловлюється.
Під час надання першої допомоги слід якомога швидше промити шлунок потерпілого, дати йому сольове проносне і терміново відправити до лікарні.
Одним з найвідоміших автомобільних антифризів вітчизняного виробництва є «Тосол».